# Egyptisch Open
Het Egyptisch Open is een golftoernooi dat sinds 2010 deel uitmaakt van de Europese Challenge Tour.
Golf werd in Egypte al voor de Eerste Wereldoorlog geïntroduceerd. Spelers waren veelal Engelsen en Amerikanen die daar woonden, militairen, diplomaten, leraren en zakenlieden. Arabieren werden als caddie op de clubs toegelaten, maar het sociale leven liet zelden toe dat zij lid werden. Anno 2010 heeft Egypte 14 golfclubs, waarvan er zeven bij Caïro zijn en vijf bij de Rode Zee. Verder is er een baan in Luxor en in Alexandrië. Meer banen worden al aangelegd.

## Het Open
Het eerste Egyptisch Open werd al in 1921 gespeeld en is het oudste Open uit het Midden-Oosten. De eerste Egyptenaar die het Open won, was Khattab Hassan, voormalig caddie van de Alexandria Sporting Club. Twee jaar later won Hassan Hassanein van de Gezira Sporting Club. Hij zou internationaal de bekendste Egyptische speler van zijn tijd worden. Zijn assisitent Cherif El-Sayed Cherif werd internationaal zijn grote rivaal. Cherif speelde onder andere dertien keer de World Cup met Mohammed Said Moussa, die tegenwoordig Mohammed Said Doche genoemd wordt. Al deze spelers begonnen als caddie op hun club en werden assistent-professionals.
De laatste jaren trok het wel een paar bekende internationale spelers. In 2009 speelde Colin Montgomerie er. Toch werd het toernooi pas in 2010 op de kalender van de Challenge Tour gezet, in ieder geval tot en met 2012. Door de politieke onrust werd het toernooi na 2010 stopgezet. 

## Challenge Tour
Het Egyptisch Open was in 2010 het vijfde nieuwe toernooi op de kalender van de Challenge Tour. Het prijzengeld was USD 250.000. De baan is een ontwerp van Peter Harradine.
Het Open werd in oktober gespeeld op de JW Marriott Mirage City Golf Club in Caïro. De Pro-Am werd gewonnen door de teams van Oscar Floren en Rory McIlroy, die de eerste plaats deelden. Het Open werd gewonnen door Mark Tullo. Tweede werd Floris de Vries, die hierdoor steeg naar de vierde plaats van de Order of Merit en nu zeker weet dat hij in 2011 op de Europese PGA Tour zal spelen. 
Hoewel het toernooi werd aangekondigd voor 3 jaren, ging het alleen in 2010 door. In 2011 zou het toernooi in oktober gespeeld worden maar het werd geannuleerd wegens politieke onrust.
| Jaar | Baan                              | Winnaar     | Score       |
| ---- | --------------------------------- | ----------- | ----------- |
| 2010 | JW Marriott Mirage City Golf Club | Mark Tullo  | -13         |
| 2011 | geannuleerd                       | geannuleerd | geannuleerd |

Winnaars van het Open voordat het deel uitmaakte van de Challenge Tour:
| - 1921: G.P. Kinder - 1922: E.A. Foresst - 1923: L.C. Heald - 1924: P.A. Wood - 1925: M.W.J. Hime - 1926: J.G. Kerr - 1927: F.H. Hayward - 1928: R.L. Moffitt - 1929: R.L. Moffitt - 1930: R.L. Moffitt - 1931: P.D. Miller - 1932: R.L. Moffitt - 1933: R.L. Moffitt - 1934: J. Wynne - 1935: R.L. Moffitt - 1936: J. Wynne - 1937: J. Wynne - 1938: R.L. Moffitt - 1939: R.L. Gardner - 1940: niet gespeeld - 1941: niet gespeeld - 1942: niet gespeeld - 1943: niet gespeeld - 1944: niet gespeeld - 1945: J. Wynne - 1946: John Plant (amateur) - 1947: Khattab Hassan - 1948: Khattab Hassan - 1949: Hassan Hassanein - 1950: Hassan Hassanein | - 1951: Hassan Hassanein - 1952: Hassan Hassanein - 1953: Naaman Aly - 1954: Bobby Locke - 1955: Khattab Hassan - 1956: Bernard Hunt - 1957: niet gespeeld - 1958: Mohamed Said Doche - 1959: Cherif Sayed Cherif - 1960: Mohamed Said Doche - 1961: Mohamed Said Doche - 1962: Mohamed Said Doche - 1963: Mohamed Said Doche - 1964: Mohamed Said Doche - 1965: Mohamed Said Doche - 1966: Mohamed Said Doche - 1967: Abdel Halim Kahoul - 1968: Cherif Sayed Cherif - 1969: Mohamed Said Doche - 1970: Mohamed Said Doche - 1971: Mohamed Said Doche - 1972: Mohamed Said Doche - 1973: Mohamed Said Doche - 1974: Mohamed Said Doche - 1975: Mohamed Said Doche - 1976: Mohamed Said Doche - 1977: Mohamed Said Doche - 1978: Mohamed Said Doche - 1979: Mohamed Said Doche - 1980: Mohamed Said Doche | - 1981: Mohamed Said Doche - 1982: Mohamed Said Doche - 1983: Ramy Taher - 1984: Ramy Taher - 1985: Abdel Halim Kahoul - 1986: Mohamed Said Doche - 1987: Mohamed Said Doche - 1988: Ramy Taher - 1989: Amr Abu El Ela - 1990: Amr Abu El Ela - 1991: Amr Abu El Ela - 1992: Amr Abu El Ela - 1993: Raouf Mahrous - 1994: Amr Abu El Ela - 1995: niet gespeeld - 1996: niet gespeeld - 1997: Amr Abu El Ela - 1998: Amr Abu El Ela - 1999: Amr Abu El Ela - 2000: niet gespeeld - 2001: Amr Abu El Ela - 2002: Amr Abu El Ela - 2003: AMR ZAKI - 2004: Amr Abu El Ela - 2005: Calle Carlsson - 2006: Ayman Mahmoud - 2007: Calle Carlsson - 2008: Amr Abu El Ela - 2009: Steven Tiley (-13) - Marc Tullo (-13) |

## Meervoudig winnaars
| - Mohamed Said Doche: 24x - Amr Abu el Ela: 12x - R.L. Moffitt: 7x - J. Wynne: 4x | - Hassan Hassanein: 4x - Ramy Taher: 3x - Calle Carlsson: 2x |

## Trivia
In 2010 heeft de 22-jarige Egyptische amateur Naela El Attar zich gekwalificeerd voor de Duramed Futures Tour (Challenge tour voor dames in de VS). Haar vader is secretaris van de Egyptische Golf Federatie. Ze zijn lid van de Alexandria Sporting Club, die in 1898 door de Britten werd aangelegd. Mohamed Said Doche was hier head-professional.